# Máquina combinada

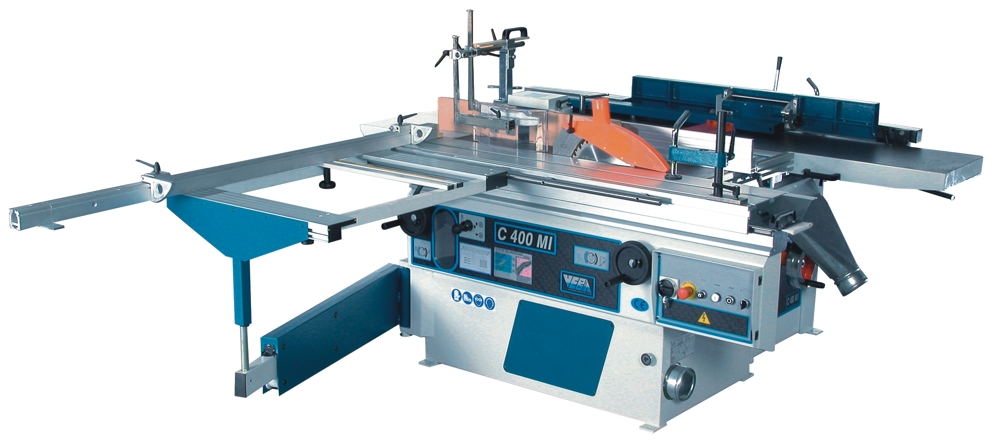
Máquina combinada o universal

Una máquina combinada o universal es, en carpintería, una máquina herramienta que combina varias funciones. Algunos modelos profesionales típicos reúnen en una sola máquina una sierra circular de mesa, una cepilladora, una regruesadora y una perforadora de broca. Las más modernas tienen también una tupí que emplea la misma mesa de la sierra. Algunas definiciones hacen diferencia entre máquina universal y máquina combinada. La primera máquina universal fue inventada por Mr. Whines en 1858. La empresa Samuel Worssam & Company presentó una en la Exposición Internacional de Londres en 1862.
A efectos de espacio es muy importante reunir las prestaciones de diferentes máquinas en una sola. Hay que tener en cuenta que, además del espacio que ocupa una máquina, es imprescindible disponer de zonas libres en la entrada y la salida para piezas de madera de las dimensiones máximas necesarias. El coste de una máquina universal es menor que el de las máquinas especializadas por separado. El inconveniente principal es el ritmo de producción. No se pueden usar todas las funciones a la vez. En el caso de la sierra y la tupí, se considera peligroso, y el sistema de interruptores de la máquina no lo permite. En otros casos es que los operarios se harían estorbo. Sólo se puede trabajar al mismo tiempo con la perforadora y las demás funciones. En talleres pequeños y con un único operario se trata de una desventaja menor.